# Dayirmanyani
Dayirmanyani est un village de la région de Latchine en Azerbaïdjan.

## Histoire
En 1992-2020, Dayirmanyani était sous le contrôle des forces armées arméniennes. Le 1er décembre 2020, le village repasse sous la souveraineté de l'Azerbaïdjan, comme l'ensemble du raion de Latchine, conformément à l'accord de cessez-le-feu du Haut-Karabakh.

## Population
Selon les statistiques de 2006, la population du village était de 100 personnes.

## Économie
La principale occupation de la population était l'élevage, l'agriculture, l'apiculture et l'horticulture. Les principaux produits fabriqués par la population étaient la viande, l'huile, le fromage, la laine, les tapis, le miel et divers légumes.

## Culture
Il y avait une école, une bibliothèques et une épiceries dans le village de Dayirmanyani.